# Florencio López de Silanes Molina
Florencio López de Silanes Molina (México, D.F., México, febrero de 1966) es un economista mexicano residente en Francia, donde es catedrático de la Escuela de Estudios Superiores Comerciales del Norte, y considerado uno de los economistas más importantes del mundo.

## Biografía
Nacido en una familia con origen en la localidad riojana de Fonzaleche, donde veranea, y cuyo hermano menor Carlos es exjugador de fútbol, López de Silanes se licenció en Economía en 1989 en el ITAM, prosiguiendo su formación en Universidad de Harvard presentando su tesis ("Privatización y reestructuración") en 1993, mientras realizaba investigaciones en el campo de la economía financiera, el comercio exterior y la economía industrial.
En 1994 comenzó como profesor asistente de la Escuela de Gobierno John F. Kennedy, pasando en 1998 a ser profesor asociado de dicha institución. En 2001 López de Silanes aceptó ser profesor titular en la Universidad Yale, hasta que en 2005 se trasladó a Francia a la Escuela Normal Superior de París, mientras era profesor en la Universidad de Ámsterdam. En 2007 obtuvo una cátedra en la Escuela de Estudios Superiores Comerciales del Norte, llegando en 2010 a ser miembro de pleno derecho de la Academia Europæa.
Durante su carrera académica López de Silanes ha obtenido los premios Wells de Harvard a la mejor tesis de Economía (1995) y el Nacional de Derecho y Economía de la Asociación Nacional de Derecho y Economía de México (1996). Además, en 2009 fue nombrado Caballero de la Legión de Honor francesa.

## Pensamiento económico
López de Silanes centra sus estudios en el gobierno corporativo, los mercados financieros, la competencia de los sistemas legales, la protección de los inversores y la privatización. Además de numerosas publicaciones sobre estos temas, también ha ejercido como asesor de Banco Mundial y Fondo Monetario Internacional.
Como coautor, trabajó en la década de 1990 con Robert W. Vishny, Rafael La Porta y Andrei Shleifer en un estudio en el que se analizaron datos históricos con métodos econométricos, sobre la influencia de la protección de los inversores en el desarrollo a largo plazo de los respectivos mercados de capitales en 49 estados. Este estudio, así como otros trabajos de los autores a menudo sirven como un argumento para demostrar la superioridad de un sistema legal burgués en el crecimiento económico.